# Zadovoljstvo zaposlenih
Zadovoljstvo zaposlenih definiramo kot izrazito pozitivno emocionalno stanje posameznika. Je rezultat načina doživljanja dela, pojmovanja in ocenjevanja stanja delovnega okolja, izkušenj pri delu ter načina občutenja vseh elementov dela in delovnega mesta. Zadovoljstvo pri delu lahko pojmujmo tudi kot občutek, ki preveva posameznika, na osnovi katerega se z veseljem odpravi na delo, se veseli delovnih izzivov in se rad vrača med sodelavce. Poleg tega že sama misel na delo in delovno mesto pri posamezniku sproži prijetne občutke in lepe spomine na dogodke pri delu ter tako odpre optimistični pogled na karierno prihodnost.
Zadovoljni zaposleni so največ kar si vodstvo oziroma organizacija lahko želi, saj so le zadovoljni zaposleni lahko resnično učinkoviti na delovnem mestu. Organizacije je namreč močna le toliko, kolikor je močan človeški kapital v njej, človeški kapital pa bodo hitreje in intenzivneje generirali tisti posamezniki, ki so zadovoljni, kar dokazujejo številne raziskave (npr. Florides in Andros, 2008; Ulrich in David, 2005; Roots, Johan idr., 1997). Pomen zadovoljstva pri delu pa potrjuje tudi podatek, da je ta danes najpogostejši vzrok za slabo in neustrezno opravljanje del, je pa tudi pomemben vzrok za fluktuacijo. Pripadnost in lojalnost, na drugi strani, se torej lahko razvijeta le pri posameznikih, ki so zadovoljni s svojim delom, vendar pa samo zadovoljstvo pri delu še ne zagotavlja pripadnosti ali lojalnosti organizaciji.

## Zgodovina raziskovanja zadovoljstva pri delu
Sredi dvajsetih let dvajsetega stoletja je avstralski psiholog Elton Mayo prvi uporabil koncept emocij znotraj osrednje ameriške psihologije dela in organizacije. Omenjeni psiholog je ugotovil, da tovarniško delo velikokrat pripelje do negativnih emocij kot so jeza, strah, nizka produktivnost in poveča verjetnost za razvoj bolezni. Posledično so delavci razvili nezadovoljstvo pri delu, ki je pripeljalo do nastanka delavskih združenj. Pred tem je bilo med psihologij in menedžerji malo zanimanja za zadovoljstvo in srečo delavcev. Občasno so se izvajale ankete o zadovoljstvu delavcev pri delu, vendar jih niso izpolnjevali delavci sami, temveč menedžerji industrijskega obrata.
Desetletje kasneje, torej v tridesetih letih dvajsetega stoletja  stoletja, sta dva različna raziskovalna projekta vpeljala koncept zadovoljstva pri delu. Prva raziskava je potekala med delavci v majhnem mestecu v zvezni državi Pensilvanija. Roberta Hoppocka (1935) je zanimalo, kako zadovoljni so delavci in ali so delavci na določenih delovnih mestih srečnejši od delavcev na drugih delovnih mestih. Njegova raziskava je pokazala, da je le 12 procentov delavcev na delu nezadovoljnih. Ugotovil je tudi, da obstajajo določene razlike znotraj različnih skupin delavcev – nekateri zaposleni na določenih delovnih mestih (npr. profesionalci in menedžerji) so bili v splošnem srečnejši od nekaterih drugih skupin zaposlenih (npr. manualni delavci). Raziskava je torej empirično dokazala, da tako vrsta dela kot tudi medosebne razlike vplivajo na zadovoljstvo pri delu.
Druga raziskava se je začela v dvajsetih letih dvajsetega stoletja v zvezni državi Illinois, in sicer v obratu Western Electric Company. Raziskovalce je  zanimal odnos med različnimi fizičnimi aspekti dela (kot je svetloba, dolžina delovnega dne, časovna razporeditev odmorov) in produktivnostjo. Rezultati raziskave so pokazali, da imajo percepcije delavcev večji vpliv na delovno produktivnost kot fizični pogoji dela. Na veliko presenečenje raziskovalcev, se je delovna produktivnost povišala ne glede na to, kakšno spremembo so vpeljali – produktivnost se je povečala ko so znižali osvetlitev prostorov, prav tako ko so podaljšali dolžino delovnega dne ali skrajšali odmore. Rezultati so tako presenetili raziskovalce, da so po zaključeni raziskavi izvedli obsežne intervjuje z delavci. Ugotovili so, da so zaradi raziskave menedžerji in supervizorji posvetili delavcem veliko več pozornosti kot po navadi, večje zanimanje vodstva pa je pri delavcih spodbudila pozitivna čustva. Torej novonastala pozitivno naravnanost do vodstva obrata kot rezultat večjega zanimanja vodstva za svoje delavce, je pripeljala do povišanja delovne produktivnosti. Posledično je nastal nov termin znotraj socialne psihologije, in sicer učinek Hawthorne.
V poznih petdesetih letih 20. stoletja sta dve pomembni raziskavi prišli do različnih zaključkov. Brayfeild in Crockett (1955) sta ugotovila, da obstaja le malo dokazov za povezavo med zadovoljstvom in produktivnostjo. Po drugi strani pa so Herzberg, Mausner, Peterson in Capwell (1957) zaključili, da obstaja povezava med zadovoljstvom in vsaj nekaterimi vedenji na delovnem mestu, predvsem odhod iz organizacije ali odhod h konkurenčni organizaciji. To je prvidelo do ene prvih modernih teorij o zadovoljstvu pri delu – dvofaktorska teorija (Herzberg, Mausner in Snyderman).

## Modeli zadovoljstva pri delu

### Dispozicijska teorija
Literatura, ki preučuje dispozicijske vire zadovoljstva pri delu ima bogato in raznovrstno zgodovino. Eni prvih raziskovalcev zadovoljstva Fisher in Hanna (1931)  ter Hoppock (1935) so poudarjali povezavo med emocionalno prilagoditvijo in zadovoljstvom. Leta 1985 sta Staw in Ross pokazala, da je zadovoljstvo zaposlenih relativno stabilno v času, tudi v primeru ko posamezniki zamenjajo zaposlitev. Raziskava Staw, Bell in Clausen (1986) je sledila slednji ugotovitvi in se lotila kliničnega ocenjevanja afektivnega temperamenta v otroštvu v povezavi z zadovoljstvom v odraslosti. Ugotovili so, da so ocene iz časa otroštva povezane z ocenami v odraslosti, tudi v primeru 40-50-letne časovne razlike. Različne raziskave so v nadaljevanju sledile izsledkom te raziskave ter povezovale pozitivno afektivnost in negativno afektivnost z zadovoljstvom oz. nezadovoljstvom pri delu.
Raziskave znotraj te teorije so se osredotočale okoli treh teoretičnih okvirjev: pozitivna afektivnost (PA)/ negativna afektivnost (NA), petfaktorski model osebnosti in taksonomija temeljne samo-evaluacije Judge-a s sodelavci. Vsak pristop ima svoje dobre in slabe strani. PA/NA okvir naj bi imela to prednost, da se ukvarja z afektivnostjo, kar je dobro za raziskovanje afektivne narave zadovoljstva pri delu. Petfaktorski model ima to prednost, da je najbolj popularen, taksonomija pa je bila najbolj raziskovana. Poleg tega so dokazali, da so osebnostne poteze relevantne za različne kriterije v organizacijski psihologiji, vključno z uspešnostjo pri delu (ang. job performance), vodenjem in motivacijo pri delu. Temeljna samo-evaluacija je najnovejša taksonomija, vsaka temeljnih potez, torej samozavest, lokus kontrole, splošna samo-učinkovitost in emocionalna stabilnost, je konceptualno in empirično relevantna za zadovoljstvo pri delu.

### Nasprotno-procesna teorija
Salomon in Corbit sta leta 1974 predstavila nasprotno-procesno teorijo, ki razlaga, kako naše emocionalni odzive regulira nezavedni psihološki mehanizem, t. i. zanka povratne informacije, ki zaznava in se odziva na afektivne in psihološke spremembe. Avtorja sta prepričana, da ljudje ob odsotnosti emocionalnih dražljajev izkusijo hedonistično nevtralnost. To posledično pomeni, da naj bi bili ljudje večinoma v nevtralnem stanju in ne v pozitivnem ali negativnem emocionalnem stanju.
Sistem deluje tako, da zmanjšuje ali povečuje intenzivnost subjektivnega stanja hedoničnosti, afektivnosti, emocionalnosti, vzdraženosti. Deluje neodvisno od posameznika in je popolnoma avtomatičen. Čeprav poskuša posameznik povečati pozitivna ojačenja in zmanjšati negativna ojačenja, afektivni kontroli sistem centralnega živčnega sistema minimizira oboje. Sistem se zažene vsakokrat, ko pride do odmika od afektivnega ravnotežja zaradi delovanja določenega dražljaja. Ko je sistem aktiven, zmanjša intenzivnost afektivnih izkušenj, čeprav je dražljaj še vedno prisoten.
Teorija pravi, da emocionalni dogodki, kot sta kritika in nagrada, vzpodbudijo dva različna procesa. Prvi proces se nanaša na dogodke, ki imajo negativno konotacijo, in sicer vzbudijo anksioznost, stres ipd. ter na pozitivne dogodke, ki vzbudijo zadovoljstvo,  sproščenost ipd. Drugi, nasprotni  proces, vključuje občutke, ki so nasprotni tistim v prvem procesu. Posledično negativni dogodki spodbudijo relaksacijo, pozitivni pa stres in anksioznost. Nasprotno-procesna teorija torej poskuša razložiti, zakaj nam bo najverjetneje spodletelo poskušanje ojačvanja posameznikovega razpoloženja.

### Teorija enakosti
Teorija enakosti razlaga, kako oseba gleda na socialne odnose v povezavi s pravičnostjo. Izhaja iz predpostavke, da posamezniki poskušajo maksimizirati dobiček in minimalizirati stroške. Vendar bi ob ravnanju po tem principu trpeli vsi, kajti če bi vsak človek poskušal monopolizirati vire, bi se vsakdo kontinuirano spopadal s tekmeci, ki bi mu poskušali vire odvzeti. Samo z oblikovanjem kompromisa se lahko skupina izogne kontinuiranim spopadom in maksimizira dobrobit.
Po teoriji posameznik ocenjuje odnose z drugimi glede na to, koliko je sam vložil v odnos in koliko je od tega odnosa pridobil, torej primerja razmerje med vnosom in izkupičkom. Če posameznik oceni, da je odnos neenak, potem v odnosu obstaja neenakost. Večja kot je neenakost, večji stres občuti in večji kot je občuten stres, težje posameznik zgladi neenakost. Neenakost lahko izravna s spremembo ali s kognitivnim preokvirjanjem vnosov in izkupičkov, z delovanjem na oz. s spreminjanjem drugega in nenazadnje s prekinitvijo odnosa. Teorija enakosti razlaga, da lahko zaradi pre- ali podplačanosti posamezniki razvijejo stres. Neenako nagrajeni zaposleni imajo tako v primerjavi s pravično nagrajenimi zaposlenimi nižje zadovoljstvo pri delu.

### Teorija diskrepance
Opažanja, da imajo lahko ljudje nasprotna in nekompatibilna prepričanja, kar jim najverjetneje vzbuja neugodje, ima dolgo zgodovino znotraj psihologije. Higgins (1987) diskrepanco opiše: posamezniki se med seboj razlikujejo glede na tipe diskrepanc in asociacijami, ki so na voljo, posledično pa se razlikujejo tudi v občutenem neugodju; večja kot je intenzivnost določene diskrepance, večje neugodje bo občutil posameznik; če oseba doživlja več različnih diskrepanc, bo z določeno verjetnostjo trpela intenzivno neugodje, povezano s katero koli diskrepanco; medosebne razlike v vsebinah trenutnih diskrepanc so povezane z razlikami v občutenem neugodju; večja kot je dostopnost diskrepance, večja je verjetnost, da bo oseba trpela za določeno diskrepanco.
Torej posamezniki, ki niso izpolnili svojih obveznosti občutijo anksioznost, obžalovanje, saj niso uspeli izpolniti svojih želja in načrtov. Vendar pa naj bi posamezniki skozi čas oblikovali lastne smernice delovanja, osvojene obveznosti in zadolžitve, te pa naj bi bili posebno motivirani doseči oz. izpolniti. Če jih ne uspejo izpolniti, sledi kazen, tj. občutek obžalovanja, potrtosti. Po drugi strani, če jih oseba usvoji, sledi odobravanje, ljubezen ipd.

### Dvofaktorska teorija (motivator-higienik teorija)
Od svoje publikacije ima motivator-higienik teorija (Herzberg, Mausner in Snyderman, 1959)  pomembno vlogo na področju stališč do dela in na področju motivacije. Teorija klasificira vse človeške potrebe na izogibanje kazni in potrebo po lastnemu razvoju. Znotraj okvirja dela, so edine spodbude, ki zadovoljijo potrebo po izogibanju kazni, zunanje (npr. delovni pogoji in varnost). To so higienski dejavniki. Edine spodbude, ki zagotavljajo rast, so notranje (npr. dosežek in odgovornost). Imenujejo se motivacijski dejavniki.
Glavni predlog dvofaktorske teorije je, da kvalitativna razlika v afektivnem stanju bolj izhaja iz zadovoljene potrebe po rasti kot potrebe po izogibanju bolečine oz. kazni. Pri slednji gre za variacijo na kontinuumu bolečina-razbremenitev, medtem ko gre pri prvi za kontinuum praznina-izpolnitev.

### Model značilnosti delovnega mesta
Hackman  in Oldham (1975, 1976, 1980) sta predlagala model značilnosti delovnega mesta (ang.  Job Characteristics Model), ki je široko uporabljen okvir za raziskovanje, kako določene značilnosti delovnega mesta vplivajo na delovne rezultate, vključno z zadovoljstvom pri delu. Model predvideva, da so kompleksna in bogata delovna mesta povezana z visokim zadovoljstvom pri delu, motivacijo in uspešnostjo pri delu. Podrobneje predpostavlja, da pet temeljnih značilnosti delovnega mesta (raznolikost veščin, identifikacija z nalogo, pomembnost naloge, avtonomija in povratna informacija) vpliva na tri kritična psihološka stanja (doživljanje smiselnosti na delovnem mestu, doživljanje odgovornosti za rezultate na delovnem mestu in znanje, pridobljeno iz dejanskih rezultatov delovnih aktivnosti). Poleg tega model predvideva, da lahko pet temeljnih značilnosti dela povežemo v skupen indeks motivacijskega potenciala (ang. motivating potential score, MPS). Indeks odraža skupni potencial vpliva dela na posameznikova čustva in vedenje.

## Dejavniki, ki vplivajo na zadovoljstvo pri delu

### Splošni dejavniki
Edwin A. Locke (1976) je sestavil splošne dejavnike, ki vodijo do zadovoljstva oz. nezadovoljstva pri delu, vendar je treba imeti v mislih, da je omenjeni avtor tabelo sestavil v 20. stoletju in bi v 21. stoletju dodali še številne druge dejanike. Vendar pa spodaj našteti faktorji ostajajo aktualni še danes, saj jih omenjajo in razlagajo tudi drugi avtorji (glej npr. Mihalič, 2008).
| Vir                              | Efekt in načini stimuliranja dejavnikov, ki vplivajo na zadovoljstvo pri delu |
| -------------------------------- | --- |
| Delo kot tako: izziv             | Miselno izzivalno delo, ki ga posameznik lahko uspešno doseže, predstavlja zadovoljstvo. Izziv pri delu spodbudimo in ohranjamo tako, da je zahtevnost nalog in del, ki jih zaposleni opravlja, vedno določimo v skladu in malenkost nad njegovimi sposobnostmi, nikoli pod njimi. Poleg tega je potrebno poskrbeti tudi za to, da ne bi prišlo do monotonosti pri delu.                             |
| Delo kot tako: fizično zahtevno  | Utrujajoče delo predstavlja vir nezadovoljstva. |
| Delo kot tako: osebni interes    | Osebni interes je zadovoljujoče. |
| Struktura nagrajevanja           | Permanentno in pravilno motiviranje in stumiluranje zaposlenih ima učinek na zadovoljstvo pri delu. Osnovno pravilo je, da vedno motiviramo le s pozitivnemu ukrepi, kot so nagrade, hvaljenje, spodbujanje, podpiranje, navduševanje ipd. Pomembno je, da je sistem nagrajevanja jasen, da so merila in pogoji za nagrade zelo natančno in jasno opredeljeni ter veljajo za vse.                    |
| Delovni pogoji: fizični          | Zadovoljstvo je odvisno od skladnosti med delovnimi pogoji in fizičnimi potrebami. Delovno okolje in prostor sta pomembna, da se zaposleni počutijo dobro na delovnem mestu, da so produktivni in uspešni. Za oblikovanje tovrstnega okolja obstajajo številne smernice. |
| Delovni pogoji: doseganje ciljev | Delovni pogoji, ki facilitirajo doseganje ciljev, so zadovoljujoči. Za višje stopnje zadovoljstva zaposlenih je potrebno razmišljati o skupnem oblikovanju ciljev, torej v soglasju med vodstvom in zaposlenimi tako, da se usklajujejo in cilje popravljajo glede na spremembe, tako da vodstvo preverja, ali so zaposleni skupne cilje vzeli za svoje, se o ciljih z zaposlenimi pogovarjajo idr.. |
| Jaz (self)                       | Visoka samozavest prispeva k razvoju zadovoljstva pri delu. |
| Supervizorji, sodelavci          | Med zaposlenimi in vodjo mora biti sklenjeno partnerstvo, torej morajo biti vodja in zaposleni medsebojno enakopravni, pripravljeni aktivno sodelovati, prispevati svoj delež znanja, prizadevanja in naporov ter tako skupaj delati za cilj, ki si ga želijo doseči. Tako sodelovanje sproža zadovoljstvo in omogoča skupni uspeh pri delu.                                                         |
| Podjetje in menedžment           | Posamezniki bodo zadovoljni s podjetjem, ki ima politiko in procese oblikovane tako, da jim pomaga doseči cilje. Posamezniki bodo nezadovoljni s konfliktnimi ali ambivalentnimi vlogami, vsiljenimi s strani menedžmenta podjetja. |
| Dodatki k plači                  | Veliko polemik se pojavlja glede načina nagrajevanja – denarno ali nedenarno, vendar praksa kaže, da je bolj pomembno kaj in kako pogosto nagrajujemo kot pa s čim nagrajujemo. Nedenarne nagrade so npr. novi delovni pripomočki, potovanja, boljši delovni pogoji, dobro pa je, da nagrade kombiniramo in da nedenarni nagradi pridružimo še denarno.                                              |

### Drugi splošni dejavniki
- Skrb za varno zaposlitev[2];
- Časovni obseg, ki ga organizacija nujno zahteva od zaposlenega[2];
- Zadovoljstvo s stopnjo spremenljivosti v organizaciji[2];
- Stališče do multikulturnosti v organizaciji.

### Okolijski dejavniki

#### 1. Komunikacijska preobremenitev in komunikacijsko pomanjkanje
Eden izmed najpomembnejših vidikov modernih organizacij je organizacija komunikacijskih zahtev, s katerimi se soočajo zaposleni. Ti se na delovnem mestu srečujejo tako z informacijsko preobremenjenostjo kot z informacijskim pomanjkanjem, oboje pa vpliva na njihov nivo zadovoljstva z delom. Zaradi komunikacijske preobremenitve, torej prevelikega števila prihajajočih informacij in premajhnega števila oddanih informacij, lahko posameznikov specifični stil delovanja privede do upada motivacije za delo. Slednje pa lahko pozitivno ali negativno vpliva na zadovoljstvo pri delu. Po drugi strani lahko pride do pomanjkanja komunikacije, torej ko posameznik dobiva (pre)majhno količino informacij glede na to, koliko je je sposoben procesirati. Če sklenemo, v primeru, ko posameznik ne dobi zadostnega števila informacij ali ko informacij zaradi prevelikega števila ni sposoben adekvatno predelati, postane s svojim delom z večjo verjetnostjo potrt in nezadovoljen, kar pripelje do nižjega nivoja zadovoljstva pri delu.

#### 2. Komunikacija med vodjo in zaposlenimi
Med zaposlenimi in vodjo mora biti sklenjeno partnerstvo, kar pomeni, da vodja in zaposleni enakopravno sodelujejo, da vsak prispeva svoj delež znanj, prizadevanj, naporov in idej. Tovrstno sodelovanje sproža zadovoljstvo in omogoča skupni uspeh pri delu. Da bi to dosegli, je potrebno prenehati z delitvijo na jaz-vodja in oni-zaposleni. Odgovornost za skupni uspeh je kolektivna, v primeru uspehov je tako nagrajevanje kolektivno, v primeru skupnih neuspehov, pa se je potrebno kolektivno soočiti s posledicami.
Parker in Wall (1998) sta ugotovila, da lahko nestumilativno delo pripelje do depresije in kardio-vaskularnih bolezni. Te efekte naj bi izničili s povečanjem avtonomije na delovnem mestu, participacijo pri sprejemanju odločitev in s tem, ko zaposlenim omogočimo pridobitev novih veščin. Višja stopnja avtonomnosti tudi po mnenju Mihalič (2008) pomembno vpliva na višjo stopnjo zadovoljstva posameznika. Pomembno je predvsem, da se z višjo stopnjo avtonomnosti razvijejo posameznikove sposobnosti in kompetence, če pa je na delovnem mestu velika odvisnost od vodje, prihaja do stanja, v katerem ljudje ne razmišljajo več samostojno, saj jim odločitve posreduje vodja.
Posameznik je bolj zadovoljen, če se lahko izkaže kot zanesljiv in vreden zaupanja. Vendar pa je zanesljivost veliko bolj kot od zaposlenih odvisna od vodje, in sicer, ko vodja občasno zaposlenim prepusti primer ali nalogo, pri čemer je pomembno, da jih  predhodno primerno usposobi. Samo tako imajo zaposleni možnost, da izkažejo svojo zanesljivost.

### Individualni faktorji

#### 1.	Genetika
Staw, Bell in Clausen so leta 1986 pokazali, da je pozitivna emocionalnost (npr. da nekoga opišemo kot veselo, pozitivno osebo) ali negativna emocionalnost (npr. ko lahko za nekoga rečemo da je hitro razdražljiv ali depresiven), merjena pri mladostnikih, napovedovala zadovoljstvo pri delu tudi do 50 let kasneje. Hitro razdražljivi mladostniki so bili kasneje bolj nezadovoljni zaposleni, medtem ko so bili pozitivni mladostniki bolj zadovoljni zaposleni. Čeprav so bile korelacije v raziskavi relativno nizke, tj. 0,30, je bilo zanimivo, se je v raziskavi pokazala stabilnost znotraj 50-letnega časovnega obdobja. Zato lahko zaenkrat zaključimo, da obstaja utemeljena predpostavka, da imajo dispozicije za zadovoljstvo pri delu genetsko osnovo, vendar bi bilo potrebno to področje še raziskati.

#### 2. Emocije
Grandey (2000) opozarja pomen emocij pri delu, saj je pri nekaterih zaposlitvah regulacija čustvenega odzivanja ključnega pomena. Pomembno je pri t. i. emocionalnem delu, kjer mora posameznik regulirati svoje emocije, da bi zadostil zahtevam delovnega mesta ali zahtevam svoje organizacije, to pa lahko stori s površinsko ali globinsko igro vloge. V nekaterih storitvenih dejavnostih delodajalci in stranke pričakujejo od zaposlenega, da bo izkazoval pozitivne emocije in brzdal negativne emocije. Tako je na primer za profesionalce reševalnih služb ključno, da izkazujejo mirnost in samozavestnost, ne glede na dejansko situacijo in lastna notranja občutja.

#### 3.	Osebnost
Brief in Weiss (2002) sta v svoji raziskavi opozorila na pomen dispozicijskih faktorjev za zadovoljstvo pri delu. Dispozicije velikokrat pojmujemo kot osebnostne poteze. Dve potezi sta v zadnjem času prejeli največ pozornosti, in sicer nevroticizem in ekstravertnost iz petfaktorskega modela osebnosti. Nevroticizem velikokrat pojmujejo kot negativna afektivnost (NA) in ekstravertnost kot pozitivna afektivnost (PA). Judge, Heller in Mount (2002) so predstavili empirične dokaze o povezanosti med dvema omenjenima faktorjema s pozitivnimi in negativnimi dispozicijami.  Posamezniki, pri katerih je visoko izražen nevroticizem, pogosteje izkušajo različna negativna stanja (npr. anksioznost, ogroženost in krivda) in, po drugi strani, posameznike z visoko izraženo ekstravertnostjo, pogosteje opisujemo kot dobrovoljne, navdušujoče,  samozavestne, aktivne in energične (Brief in Weiss, 2002).
Zadovoljstvo pri delu in afektivnost imata reciporočni vpliv eden na drugega, in sicer so pozitivni ljudje bolj nagnjeni k višjem zadovoljstvu pri delu, zadovoljstvo pa jim posledično zagotavlja vzdrževanje  splošnega zadovoljstva z življenjem. To dodatno poviša pozitivno afektivnost.  Vendar pa je dispozicijska razlaga emocij le ena od možnih razlag. Veliko drugih zunanjih dogodkov lahko vpliva na razpoloženje in emocije. Poleg tega lahko na emocije in razpoloženje vplivajo dogodki izven delovnega mesta, ki jih posameznik prinese na delovno mesto in vice versa. 
Oseba, ki je večino časa slabo razpoložena, lahko odbije sodelavce ali vodstvo od skupnega druženja, zaradi tega pa bo lahko ta oseba občutila čustva jeze in ničvrednosti. Po drugi strani, pa bo večinoma dobro razpoložena oseba s strani sodelavcev in vodstva zaželena družba, zaradi česar bo občutila čustva sreče in sprejetosti.

#### 4.	Koncept temeljne evaluacije
Številni raziskovalci industrijske in organizacijske psihologije trdijo, da posamezniki tvorijo temeljne ocene lastnih situacij ter da te ocene vplivajo na njihovo delo in zadovoljstvo pri delu (Judge in Bono, 2001; Judge, Bono in Locke, 2000; Judge, Locke in Durham, 1997; Judge, Locke, Durham in Kluger, 1998). Elementi temeljne ocene vključujejo samozavest, samo-učinkovitost, lokus kontrole in odsotnost nevroticizma. Kombinacijo teh elementov bi lahko poimenovali tudi lastna pozitivna naravnanost. Judge, Bono, in Locke (2005) so ugotovili, da te lastne ocene vplivajo tako na delo kot na zadovoljstvo z življenjem, neodvisno od dejanskih lastnosti posameznikovega delovnega mesta. Pokazali so tudi, da lastna ocena, izmerjena v otroštvu ali v zgodnjem mladostništvu napoveduje posameznikovo zadovoljstvo pri delu v času srednje odraslosti. Ti rezultati so pomembni iz treh vidikov, in sicer znova potrjujejo, da je za razumevanje, kako se posamezniki prilagajajo na delovno mesto, objektivna realnost manj pomembna kot subjektivna realnost oz njena percepcija. Poleg tega rezultati pomenijo premik pojmovanja zadovoljstva pri delu od metafore človeka kot znanstvenika k metafori človeka kot sodnika. Slednje omogoča jasnejšo integracijo motivacijskih teorij s teorijami zadovoljstva. Nenazadnje pa ta longitudinalna raziskava kaže, da so omenjene lastnosti stabilne v času in določajo, kako posameznik percipira svoje delovne razmere.

## Temna triada in zadovoljstvo na delovnem mestu
Med lastnosti temne triade spadajo narcisizem, psihopatija in makiavelizem. Za njih so značilni elementi superiornosti, dominantnosti (narcisizem), površinskih in neiskrenih socilanih odnosov, manipulativnosti (makiavelizem), neusmiljenosti, impulzivnosti in odpora v medosebnih odnosih. Mnogo raziskav  je pokazalo tudi njihovo uničevalno vlogo na delovnem mestu. Posamezniki, ki posedujejo značilnosti temne triade, lahko brez obžalovanja in v prid lastnega uspeha izrabljajo druge. Ta način delovanja lahko posledično posameznika vodi do izločitve ali maščevanja s strani njegovih sodelavcev. Značilna kombinacija teh značilnosti lahko omogoča posamezniku, da v svojem delovanju ostane neodkrit, s svojo pretkano očarljivostjo zna spretno pretentati druge in se izogniti krivdi. Zadovoljstvo na delovnem mestu bi naj bil rezultat ujemanja med individualnimi potrebami posameznika in potrebnimi viri, ki jih zanj priskrbi organizacija v kateri je zaposlen. Posamezniki, ki imajo visoko izražene lastnosti temne triade, strmijo k moči, nadzoru in statusu. V splošnem se izogibajo sprejetosti, odobravanju in priljubljenosti.
Raziskovalci Jonason, Wee in Li  so se v svoji raziskavi osredotočili na značilnosti delovnega okolja, ki se povezujejo z vplivom (tekmovalnost), nadzorom in statusom (ugled). Zanimalo jih je ali posamezniki z visoko izraženimi lastnostmi temne triade dosegajo v tako urejenem delovnem okolju večjo zadovoljstvo na delovnem mestu. Osebnostne značilnosti sistematično odražajo način, kako posameznik ocenjuje oz. zaznava svet okrog sebe in s tem tudi svoje delovno okolje. Posamezniki z lastnostmi temne triade imajo tako specifičen način procesiranja. Osebe z visoko izraženim narcisizmom težijo k potrebam nadzora in prestiža, vendar v večini delovnih okolij, je večja verjetnost, da ne bodo v celoti zadovoljili tem potrebam in željam. Za posameznike z višje izraženo lastnostjo psihopatije, je v primerjavi s prestižnim, bolj pomembno tekmovalno naravnano delovno okolje. Podobno se dogaja pri posameznikih z višje izraženo lastnostjo makiavelizma. Pri psihopatiji je to lahko funkcija značilnosti agresivnosti in pri makiavelizmu funkcija pristopa orientiranega k posedovanju moči. Oboje tako lahko rezultira v pojmovanju posameznikovega okolja kot konkurenčnega.
Ne le, da se posameznikove osebnostne značilnosti povezujejo z značilno zaznavo posameznika in njegovega delovnega okolja, obstajajo tudi razlike med spoloma na vsaj enem perceptualnem faktorju in to je: tekmovalnost/konkurenčnost na delovnem mestu. Razlike med spoloma v primeru temne triade kažejo, da moški posamezniki pridobijo več v odnosih tekmnovalnosti kot ženske. S tem imajo že drugačno naravnanost svoje miselnosti in so v večji meri usmerjeni k doseganju uspeha in višjega statusa. Osebnostne značilnostit temne triade imajo to funkcijo, da v večji meri služijo v posameznikovo korist kot v korist organizacije (skupine).
Rezultati analiz so pokazali, da sta psihopatija in makiavelizem povezani z zaznavanjem delovnega okolja kot tekmovalnega. Narcisizem pa je pokazal povezavo s posameznikovim občutkom pomembnosti in prestižnosti delovnega položaja, z malo omejitvami. Narcisistični posamenziki si prizadevajo k superiornosti, nadrejenosti in višjemu položajo v primerjavi s sodelavci. Posamezniki visoko na psihopatiji ne poročajo o občutjih, da bi bilo njihovo delovno mesto visoko ugledno. To se lahko povezuje s tipi službe, ki so bolj praktične in realistične narave in bolj ugajajo posameznikom z visoko izraženo značilnostjo psihopatije. Posamenziki z visoko izraženim makiavelizmom čutijo, da so na visoko avtonomnem in prestižnem delovnem mestu, v splošnem poročajo tudi o večjem zadovoljstvu s službo. V nasprotju pa čutijo manj zadovoljstva s službo, če so v okolju katerega zaznavajo kot konkurenčnega oz. tekmovalnega. Ustrezno prileganje delovnega okolja značilnostim temne triade tako lahko pripišemo prisotnosti avtonomije in prestiža in ne tekmovalnosti na delovnem mestu. Tekmovalnost je tako lahko stresna za vse posameznike, ne glede na posebej izstopajoče osebnostne značilnosti. Tekmovalno usmerjen posameznik načeloma preferira manj tekmovalno okolje in s tem doživlja višje zadovoljstvo, vendar lahko simultano in paradoksno zaznava konkurenco na vsakem koraku.

## Merjenje zadovoljstva pri delu
Zadovoljstvo pri delu se največkrat opredeljuje kot enodimenzionalni koncept, vendar se glede tega pojavljajo polemike. Tako Mullins (2001) navaja, da so zaposleni lahko zadovoljni z nekaterimi aspekti dela, medtem ko so z drugimi aspekti nezadovoljni. Klub temu pa obstaja pozitivna povezava med zadovoljstvom različnih vidikov dela, kar nakazuje na en faktor zadovoljstva pri delu. 
Večdimenzionalni vprašalniki s podlestvicami pokrivajo več področij zadovoljstva, ki so relativno homogena in korelirajo med seboj. Enodimenzionalni – vprašalniki splošnega zadovoljstva - pa sprašujejo po splošnih čustvih do dela, ki napovedujejo pomembna vedenja kot sta absentizem in fluktuacija. Obstajata dva načina merjenja splošnega zadovoljstva: celoviti vprašalniki in sestavljeni vprašalniki. Celoviti vprašalniki od zaposlenega zahtevajo, da kombinira svoje reakcije na različne aspekte dela v eno oceno (primer vprašanja: Ob upoštevanju vseh dejavnikov, kako se večinoma počutite na delovnem mestu?). Pri sestavljenih vprašalnikih pa se seštejejo postavke, ki izhajajo iz različnih aspektov dela in prestavljajo eno dimenzijo.
Lestvica delovnega zadovoljstva (Pogačnik,  1997) je preprost pripomoček, s katerim lahko ugotavljamo bodisi posameznikovo zadovoljstvo z delovno situacijo bodisi analiziramo organizacijsko klimo podjetij ali manjših skupin v podjetjih. Sestavljena je iz 15 postavk, ki jih udeleženci ocenjujejo na 5-stopenjski lestvici, nanašajo pa se na zadovoljstvo z različnimi vidiki dela, kot so delovne razmere, možnosti napredovanja, plača, odnosi s sodelavci, stalnost zaposlitve, ugled dela in podobno. Prednosti lestvice so, da je ljudem razumljiva in da anketiranci lahko vprašalnik rešijo doma, slabosti pa, da lahko pride do halo efekta in da lestvica nima norm. Veljavnost vprašalnika je med 0,87 in 0,81.
Job Descriptive Index – JDI (Smith, Kendall in Hulin, 1969) ali v slovenski verziji Vprašalnik o zadovoljstvu pri delu – JDI (Sabadin, 1978) meri splošno zadovoljstvo z delom in je tako namenjen široki populaciji zaposlenih v različnih delovnih organizacijah. Je eden najbolj razširjenih instrumentov za merjenje zadovoljstva pri delu. V vprašalnik je vključenih pet vidikov dela; delo, sodelavci, šef, plača in napredovanje, ki predstavljajo razmeroma samostojna področja dela. Slovenski prevod vprašalnika je sestavljen iz 106 postavk, ki jih ocenjujemo na 3-stopenjski lestvici. Dobre strani inštrumenta so, da dobimo podatke o različnih aspektih zadovoljstva pri delu, ima ustrezno konstruktno veljavnost in vsebinsko veljavnost ter občutljivost in je zaradi enostavne uporabe široko uporabljen ter namenjen vsem izobrazbenim nivojem. Slabe strani predstavljajo stare norme, nejasen pomen nekaterih postavk in to, da je individualna diagnostična uporaba v večini kontekstov nesmiselna. Zanesljivost variira preko različnih podlestvic od 0,72 do 0,91.
Minnesota Satisfaction Questionnaire – MSQ (Weiss, Dawis, England in Lofquist, 1967-kratka različica)  ali v slovenski verziji Vprašalnik zadovoljstva z delom – MSQ (Tratnjek, 2007-kratka različica) in Vprašalnik zadovoljstva z delom – MVZ (Ulčar, 2010-daljša različica) je namenjen merjenju splošnega delovnega zadovoljstva pri različnih poklicih. Meri zadovoljstvo z napredovanjem, delovnimi pogoji, raznolikostjo del, socialnim statusom, vodenjem, varnostjo zaposlitve, medsebojno pomočjo, avtoriteto, ustvarjalnostjo pri delu, sodelavci, delovnimi uspehi, pohvalami in priznanji, plačilom, odgovornostjo ter pravili in postopki podjetja. Daljša verzija ima 100 postavk, krajša pa 20. Krajša verzija ima tri podlestvice, daljša pa 21, ocenjuje se jih na 5-stopenski lestvici. Prednosti so pridobitev podrobnejših informacij o vidikih dela kot so ugotavljanje zadovoljstva z individualnim nagrajevanjem, odkriva poklicne potrebe delavcev, pridobiva informacije o krepitvi delovnih mesto in je preprost za branje. Slabosti sp zastarele norme, dostopne le za nekatere poklice. Zanesljivost inštrumenta se giblje med 0,76 in 0,87.

## Praktične implikacije zadovoljstva pri delu
- Zadovoljstvo pri delu je povezano z vedenjem na delovnem mestu (Fisher, 2003)[2].
- Barling, Kelloway in Iverson (2003)[2] so v svoji študiji pokazali, da je zadovoljstvo pri delu povezano z manjšim številom poškodb pri delu.
- V meta-analizi, v kateri je sodelovalo 7 933 organizacij in 36 podjetij, so Harter, Schmidt in Hayes (2002)[2] pokazali pozitivno povezanost med zadovoljstvom pri delu in zadovoljstvom potrošnikov oz. strank. produktivnostjo, profitom, varnostjo in zadrževanjem zaposlenih.
- Številne študije (LePine, Erez in Hohnson, 2002; Schmit in Alscheid, 1995; Schneider, Ashworth, Higgs in Carr, 1996; Tang in Ibrahim, 1998)[2] so pokazale, da je povečanje zadovoljstva povezano s povečanjem vedenjem organizacijske pripadnosti.
- Judge, Thoreson, Bono in Patton (2001)[2] so pokazali pozitivno korelacijo (0,30) med zadovoljstvom pri delu in uspešnostjo pri delu.
- Kozlowsky, Sagie, Krausz in Singer (1997)[2] so ugotovili, da zadovoljni zaposleni z manjšo verjetnostjo zamujajo na delovno mesto.
- Številni raziskovalci so našli pozitivno povezavo med zadovoljstvom pri delu in splošnim zadovoljstvom v življenju ter občutkom dobrobita (npr. Rode, 2004)[27]
- Schneider, Hanges, Smith in Salvaggio (2003)[2] so se spraševali, ali zadovoljstvo zaposlenih poveča profit organizacije ali profit organizacije vzbudi zadovoljstvo. Ugotovili so, da uspeh organizacije poviša splošno zadovoljstvo pri delu in poveča zadovoljstvo ob zagotovljeni zaposlitvi. Rezultati nakazujejo, da organizacije najbolje investirajo svoj denar, če ga vložijo v plačilo za osvojitev novih veščin, za trening in upravljanje uspešnosti (Huselid, 1995; Morrison, Cordery, Girardi in Payne, 2005)[2], kot pa če ga porabijo za zviševanje plač ali za golo izboljšanje delovnih pogojev. Poleg tega rezultati opozarjajo na močno navezo zadovoljstvo-uspešnost pri delu.
- Raziskave kažejo, da so nezadovoljni zaposleni pogosteje prostovoljno zapustijo delovno mesto. Povezavo so ugotavljali, tako da so izmerili zadovoljstvo, počakali nekaj mesecev in pogledali kateri zaposleni so dali odpoved. Metaanalize kažejo majhne učinke in nekonsistentno smer povezave med absentizmom in delovnim zadovoljstvom. Farrell in Stamm (1988)[28] ugotavljata r = -,13 in r = -,10 med splošnim zadovoljstvom in dvema merama absentima. Možni razlogi za tako nizke povezave so lahko v tem, da so posamezniki lahko iz različnih razlogov odsotni z dela (bolezen, bolezen v družini naveličanost, nimajo želje iti v službo). Ugotovili so tudi nekoliko višje negativne korelacije, če se upošteva samo absentizem, torej ko se zaposlenemu ne da iti v službo in zato izostane.